# Італмасівське сільське поселення
Італма́сівське сільське поселення — муніципальне утворення в складі Зав'яловського району Удмуртії, Росія. Адміністративний центр — село Італмас.
Населення — 3178 осіб (2015; 3170 в 2012, 3168 в 2010).

## Історія
Італмасівська сільська рада була створена в 1987 році одразу після утворення села Італмас. До нової сільради відійшла частина Іюльської сільради Воткінського району.

## Склад
До складу поселення входять такі населені пункти:
| Населений пункт           | Населення, осіб (2010) | Населення, осіб (2012) |
| ------------------------- | ---------------------- | ---------------------- |
| Банне, присілок           | 301                    | 303                    |
| Вожойський, починок       | 113                    | 114                    |
| Італмас, село             | 2547                   | 2551                   |
| Новокварсінське, присілок | 188                    | 185                    |
| Успенський, починок       | 19                     | 17                     |

В поселенні діють школа, садочок, школа мистецтв, лікарня, 2 ФАПи, 2 клуби, 2 бібліотеки. Серед підприємств діє ВАТ «Схід».